# Ils ne pensent qu'à ça !
Pour plus de détails, voir Fiche technique et Distribution.
Ils ne pensent qu'à ça ! (allemand : Harte Jungs) est une comédie allemande réalisée par Marc Rothemund et sortie en 2000.
Il s'agit de l'adaptation du roman Moi et Lui d'Alberto Moravia, paru en 1971.

## Synopsis
Lorsque Florian se réveille un matin, son pénis lui parle. Avec ses amis Schumi, Dirk et surtout Red Bull, qui, selon ses propres dires, connaît parfaitement le monde des femmes, il tente de maîtriser la situation. En revanche, ses parents ne peuvent pas l'aider avec leurs explications. Dès le premier jour, Flo tombe amoureux de Léonie, la beauté du lycée, la petite amie de Kai, le psychopathe notoire du lycée.
En compagnie de Red Bull, Florian étudie le Kamasutra, suit un entraînement pour dégrafer un soutien-gorge dans le rayon lingerie d'une grande surface, avec échauffement préalable dans les cabines d'essayage, et passe de longs moments au téléphone rose (grâce à la carte de crédit de sa mère). Flo oublie complètement sa meilleure amie Lisa à cause de son amour pour Léonie.

## Fiche technique
- Titre français : Ils ne pensent qu'à ça ![1]
- Titre original : Harte Jungs[2].
- Réalisation : Roberto Bodegas.
- Scénario : Granz Henman (de), d'après le roman Moi et Lui d'Alberto Moravia, paru en 1971.
- Photographie : Hans-Günther Bücking.
- Montage : Sandy Saffeels (de).
- Musique : Johnny Klimek, Xaver Naudascher.
- Production : Bernd Eichinger.
- Société de production : Constantin Film.
- Pays de production :  Allemagne.
- Langue originale : allemand.
- Format : couleurs par Eastmancolor - 1,85:1 - son Dolby Digital - 35 mm.
- Durée : 97 minutes.
- Genre : comédie.
- Dates de sortie : 
  - Allemagne : 30 mars 2000 ;
  - France : 20 décembre 2001 (passage télévisé) : 23 avril 2023 (DVD)[1].

## Distribution
- Tobias Schenke (de) : Florian Thomas, dit « Flo ».
- Axel Stein : Rudolf, dit « Red Bull ».
- Luise Helm (de) : Lisa.
- Mina Tander : Léonie.
- Björn Kirschniok (de) : Kai.
- Nicky Kantor (de) : Schumi.
- Tom Lass (de) : Dirk.
- Sascha Heymans (de) : Casper.
- Sissi Perlinger (de) : la mère de Flo.
- Stefan Jürgens (de) : le père de Flo.
- Andrea Sawatzki : Zelda, la tante de Flo.
- Tina Ruland : Mme Matthys, professeur de mathématiques.
- Katharina Blaschke (de) : Mme Müller.
- Christian Schneller : Winterfeld.
- Ludger Burmann (de) : entraîneur.
- Andreja Schneider : femme au café.
- Ute Maria Lerner : vendeuse de la boutique de lingerie.
- Sigi Siegert (de) : vendeuse à la bijouterie.
- Heide Ackermann (de) : vendeuse de livres.
- Herman van Ulzen (de) : vétérinaire.
- Alice Franz (de) : dame âgée.
- Richard Beek (de) : monsieur âgé.
- Cornelia de Pablos : Pamela, professeur.
- Joseph Hannesschläger (de) : proxénète costaud.
- Claudia Halmer-Gerhardt : mère de Léonie.
- Henning Hoffsten (de) : père de Leonie.
- André Kaminski (de) : Jörg.
- Isabella Jantz (de) : Patrizia.
- Thomas Schröder : Henrik.
- Binh Le : Gregory.
- Frederic Welter (de) : Sampson.
- Cyril Geffcken (de) : Tybalt.
- Sven Landsmann : Benvolio.
- Annabel Faber (de) : infirmière.
- Helmut Binder : l'homme au vestiaire.